# Orašac (Prijepolje)
Orašac (Servisch cyrillisch Орашац) is een plaats in de Servische gemeente Prijepolje. De plaats telt 204 inwoners (2002).